# Inedito
Inedito é o décimo primeiro álbum de estúdio da cantora italiana Laura Pausini, lançado em 11 de novembro de 2011 através da Warner Music e Atlantic Records. Seu título é uma incógnita, pois devido a sua data lançamento muitos acreditaram que o mesmo seria intitulado 11, e se refere a diferença deste projeto em relação aos anteriores, onde a composição destes ocorria mediante a sua carreira e compromissos profissionais. Esse é o primeiro trabalho musical da cantora que possui canções escritas sem um prazo de entrega. Os quatorze temas presentes no alinhamento padrão do disco referem-se ao seu convívio pessoal no cotidiano. O disco foi divulgado três anos depois de seu nono álbum de estúdio, Primavera in anticipo (2008).
Para sua divulgação, foram lançados ao todo seis singles. O primeiro a ser promovido foi "Benvenuto", cujo lançamento ocorreu em 12 de setembro de 2011. A canção foi em geral bem recebida pela crítica, e obteve um bom desempenho ao estrear em primeiro lugar nas paradas musicais da Itália. Na data de lançamento do álbum, ocorreu o lançamento do segundo single, "Non ho mai smesso". A canção "Bastava" foi a terceira faixa de promoção, e foi anunciada em 20 de janeiro de 2012. "Mi tengo" e "Le cose che non mi aspetto", foram semanas depois anunciadas como quarto e quinto singles de promoção do material, respectivamente. O sexto e último single, "Celeste", lançado em 5 de novembro de 2012, foi escolhido após a notícia na época da gravidez da artista.
O álbum apresenta três participações vocais: Ivano Fossati e Gianna Nannini, cantores conterrâneos a Pausini, e de sua irmã Silvia Pausini. As colaborações se encontram em ordem nas seguintes faixas: "Troppo tempo", "Inedito" e "Nel primo sguardo". Esta última teve uma versão gravada em português e disponibilizada exclusivamente na edição brasileira do disco, intitulada "No Primeiro Olhar". O álbum também possui uma versão em espanhol direcionada ao mercado latino e hispânico, lançada sob o título Inédito. Além destas, também foram lançadas diversas outras versões, e em novembro de 2012 foi lançada uma edição especial do disco contendo videoclipes musicais, bastidores e a gravação da Inedito World Tour.
Logo após seu lançamento, Inedito atingiu destaque no campo comercial e crítico. O álbum recebeu diversas avaliações positivas por parte da crítica musical, além de ter obtido um bom desempenho de vendas em sua comercialização inicial. Ele conseguiu alcançar a sétima e décima sétima posições na Latin Pop Albums e Top Latin Albums, ambas do gráfico de vendas da revista americana Billboard. Na Itália, estreou na primeira posição na parada musical FIMI Albums Chart. Ele também atingiu bons índices de vendas em países latinos como Brasil e México, obtendo disco de platina e ouro nessas e em outras diversas regiões ao redor do mundo. Ao todo, sua estimativa de vendas é de 3 milhões de cópias distribuídas mundialmente.

## Contexto e desenvolvimento
"O álbum é o resultado do retiro que fiz na casa em que cresci, rodeada de silêncio total, o que me permitiu estar comigo mesma e ter pensamentos profundos, que se refletiram em minhas letras."

— Laura Pausini sobre o disco.
Após ter seu último álbum de estúdio, Primavera Anticipada (2008), eleito em 2009 como "Melhor Álbum Vocal Pop Feminino" pelos acadêmicos responsáveis pela premiação do Grammy Latino, Laura Pausini anunciou aos meios de comunicação que iria dar uma pausa de dois anos em sua carreira artística para dedicar-se à vida familiar. Ao se justificar, Pausini disse: "[Eu] comecei a viajar com minha música quando tinha 18 anos, e por 14 anos consecutivos não parei de fazer turnês e promoção, o que significou viver momentos maravilhosos, a nível profissional, mas também me obrigou a sacrificar o outro lado, as relações com meus entes queridos". Depois do anúncio de seu retiro de dois anos, muitos comentaram que Pausini estava louca ao fazer-lo, sobretudo por ser o "melhor momento" de sua carreira.
Os anúncios de que Inedito seria lançado como o décimo primeiro álbum de estúdio da carreira de Pausini foram feitos, mensalmente, por meio do fã-clube e site oficial da cantora. Em 10 de fevereiro de 2011, um página da web italiana publicou uma nota citando o novo álbum como o "retorno musical mais aguardado". Segundo a mesma, Pausini "joga com os números" ao lançar o álbum em 11 de novembro de 2011. Antes do lançamento, parte do público acreditava que o álbum seria intitulado 11 pelo simples fato de sua data de lançamento coincidir com este número e por seu décimo primeiro trabalho musical em estúdio. No dia 10 de setembro de 2011, a própria cantora divulgou em site oficial a tracklist e a capa da edição padrão do álbum. No dia seguinte, foi disponibilizada a canção "Benvenuto", que posteriormente viria a se tornar o primeiro single do projeto, e sua versão em espanhol intitulada "Bienvenido", ambas apresentadas via streaming. No entanto, esta só foi lançada oficialmente um dia após, em 12 de setembro, para o formato radial e 20 de setembro para o digital.
O processo de gravação do álbum ocorreu três regiões diferentes: Itália (Castel Bolognese, Bolonha, Cento, Milão, Cremona), Reino Unido (Londres) e Estados Unidos (Berkeley, Hollywood). Segundo a cantora, antes de terem sido escolhidas as quatorze faixas de sua edição padrão, o álbum passou por um processo pré-seletivo que contou com 256 canções, das quais 74 foram registradas. Sobre o nome dado ao disco e seu conceito, a artista comentou que refere-se ao processo de criação do trabalho, que foi diferente dos anteriores; pois não foi composto nem produzido em aeroportos ou quartos hotéis, locais onde a mesma hospedava-se durante suas atividades artísticas. Pausini também explicou que Inedito foi escrito "sem pressões" e por completo "projetado a partir da privacidade de sua casa".

## Singles
O primeiro single de trabalho do álbum Inedito foi "Benvenuto". A faixa foi escrita por Laura Pausini, junto a Niccolò Agliardi e produzida pela mesma com Paolo Carta. Seu lançamento para as rádios ocorreu em 12 de setembro de 2011, estreando em primeiro lugar entre as mais baixadas em formato digital e tocadas em rádios na Itália, resultando mais tarde em uma certificação de platina pela Federação de Indústria Musical Italiana, a FIMI. Nos Estados Unidos, a faixa alcançou a 15.ª posição na Latin Pop Songs da Billboard. Na Bélgica e Espanha, entrou entre as dez primeiras posições. O single gerou polêmica por ter o início semelhante "I Know There's Something Going On", canção gravada pela cantora sueca Frida Lyngstad. Posteriormente, Pausini explicou que essa semelhança na realidade representava uma homenagem a Phil Collins, responsável por produzir "I Know There's Something Going On".
"Non ho mai smesso" foi escolhida como segundo single de Inedito. Composta e produzida pelos mesmos responsáveis por "Benvenuto", a faixa foi lançada em 11 de novembro de 2011, e no dia 16 de janeiro de 2012 a sua versão em espanhol "Jamás Abandoné" para o mercado latino e hispânico. Incialmente, "Non ho mai smesso" havia sido planejada como primeiro single de trabalho do álbum, porém a artista queria passar uma mensagem mais otimista e menos melancólica. Seu videoclipe foi gravado no Amsterdã, e suas letras falam da relação da artista com a música. O terceiro single para promoção do álbum, "Bastava", foi lançado em 20 de janeiro de 2012 na Itália, alcançando a 24.ª posição no país. Sua versão em castelhano, intitulada "Bastava", alcançou a 50.ª posição nas paradas da Espanha. No dia 23 do mês de março foi anunciado "Me tengo" como o quarto single do disco em território italiano.
"Le cose che non mi aspetto" tornou-se o quinto single de promoção do trabalho italiano, cujo lançamento ocorreu em 25 de maio de 2012 na Itália, e em 27 de novembro em todo continente europeu e no Brasil. A canção em espanhol, "Las Cosas Que No Me Espero", foi lançada em 30 de outubro para promover a edição especial em espanhol do álbum, Inédito Special Edition, em uma versão em dueto com o cantor venezuelano Carlos Baute, tornando-se o quarto e último single para a América Latina e Espanha. Ambas as versões entraram em tabelas musicais: 35.ª na Itália e 39.ª na Espanha. O sexto e último single em italiano, "Celeste", foi lançado no dia 5 de novembro de 2012, dois meses após o anúncio de gravidez da artista, em setembro daquele ano. A canção foi escrita por Pausini e Beppe Dati, e produzida por Celso Valli com música de Dati e Goffredo Orlandi. O single ganhou um certificado de ouro devido às 15 mil cópias vendidas digitalmente, de acordo com a FIMI.

## Lista de faixas

#### Versão italiana
O alinhamento de faixas do álbum Inedito é composto por quatorze canções até então inéditas em sua edição padrão. Com quinze faixas, a edição digital e brasileira contém as faixas bônus "A Simple Vista" e "No Primeiro Olhar" respectivamente.
| Inedito - Edição padrão |                                                  |                                |                                         |                    |         |  |
| N.º                     | Título                                           | Letras                         | Música                                  | Produtor(es)       | Duração |  |
| 1.                      | "Benvenuto"                                      | Laura Pausini Niccolò Agliardi | Pausini Paolo Carta                     | Pausini Carta      | 3:56    |  |
| 2.                      | "Non ho mai smesso"                              | Pausini Agliardi               | Pausini Carta                           | Pausini Carta      | 3:23    |  |
| 3.                      | "Bastava"                                        | Pausini Agliardi               | Agliardi Massimiliano Pelan             | Pausini Carta      | 3:32    |  |
| 4.                      | "Le cose che non mi aspetto"                     | Pausini Agliardi               | Agliardi Luca Chiaravalli               | Pausini Carta      | 3:44    |  |
| 5.                      | "Troppo tempo" (com Ivano Fossati)               | Ivano Fossati                  | Fossati                                 | Celso Valli        | 4:04    |  |
| 6.                      | "Mi tengo"                                       | Pausini Agliardi               | Agliardi Matteo Bassi Simone Bertolotti | Valli              | 3:38    |  |
| 7.                      | "Ognuno ha la sua matita"                        | Pausini Cheope                 | Daniel Vuletic                          | Corrado Rustici    | 3:44    |  |
| 8.                      | "Inedito" (a dueto com Gianna Nannini)           | Pausini Cheope                 | Vuletic                                 | Rustici            | 3:11    |  |
| 9.                      | "Come vivi senza me"                             | Pausini Cheope                 | Vuletic                                 | Pausini Vuletic    | 3:22    |  |
| 10.                     | "Nel primo sguardo" (a dueto com Silvia Pausini) | Niccolò Fabi Pausini           | Pausini Carta                           | Pausini Carta      | 4:33    |  |
| 11.                     | "Nessuno sa"                                     | Pausini Agliardi               | Carta                                   | Pausini Carta      | 3:06    |  |
| 12.                     | "Celeste"                                        | Pausini Beppe Dati             | Dati Goffredo Orlandi                   | Valli              | 4:01    |  |
| 13.                     | "Tutto non fa te"                                | Pausini Agliardi               | Agliardi Bertolotti Chiaravalli         | Pausini Bertolotti | 4:00    |  |
| 14.                     | "Ti dico ciao"                                   | Pausini Cheope                 | Vuletic                                 | Pausini Vuletic    | 3:18    |  |
| Duração total:          | Duração total:                                   | Duração total:                 | Duração total:                          | Duração total:     | 51:42   |  |

| Edição digital |                  |                                  |                |                |         |  |
| N.º            | Título           | Letras                           | Música         | Produtor(es)   | Duração |  |
| 15.            | "A Simple Vista" | Agliardi, Pausini, Ana Incorvaia | Pausini, Carta | Pausini Carta  | 4:34    |  |
| Duração total: | Duração total:   | Duração total:                   | Duração total: | Duração total: | 56:16   |  |

| Edição brasileira |                     |                                  |                |                |         |  |
| N.º               | Título              | Letras                           | Música         | Produtor(es)   | Duração |  |
| 15.               | "No Primeiro Olhar" | Agliardi, Pausini, Carolina Leal | Pausini, Carta | Pausini Carta  | 4:34    |  |
| Duração total:    | Duração total:      | Duração total:                   | Duração total: | Duração total: | 56:16   |  |

#### Versão espanhola
A versão gravada em língua espanhola do álbum, denominada Inédito, contém as mesmas faixas da versão em língua italiana. A edição digital contou com a faixa bônus "Nel primo sguardo", sem a participação de Silvia Pausini. Todas as letras das quatorze faixas originais foram adaptadas pela equipe de letristas irmãos Jorge Ballesteros e Ignacio Ballesteros.
| Inédito - Edição padrão |                                                                  |                     |         |  |
| N.º                     | Título                                                           | Adaptador(es)       | Duração |  |
| 1.                      | "Bienvenido"                                                     | Jorge Ballesteros   | 3:56    |  |
| 2.                      | "Jamás Abandoné"                                                 | J. Ballesteros      | 3:23    |  |
| 3.                      | "Bastaba"                                                        | Ignacio Ballesteros | 3:32    |  |
| 4.                      | "Las Cosas que No me Espero"                                     | I. Ballesteros      | 3:44    |  |
| 5.                      | "Hace Tiempo" (com Ivano Fossati)                                | Ana Incorvaia       | 4:04    |  |
| 6.                      | "Me Quedo"                                                       | Incorvaia           | 3:38    |  |
| 7.                      | "Cada Uno Juega Su Partida"                                      | I. Ballesteros      | 3:44    |  |
| 8.                      | "Inédito (Lo Exacto Opuesto de Ti)" (a dueto com Gianna Nannini) | J. Ballesteros      | 3:11    |  |
| 9.                      | "Como Vives Tú Sin Mi"                                           | I. Ballesteros      | 3:22    |  |
| 10.                     | "A Simple Vista"                                                 | J. Ballesteros      | 4:33    |  |
| 11.                     | "Quién Lo Sabrá"                                                 | I. Ballesteros      | 3:06    |  |
| 12.                     | "Así Celeste"                                                    | J. Ballesteros      | 4:01    |  |
| 13.                     | "Lo Que Tú Me Das"                                               | I. Ballesteros      | 4:00    |  |
| 14.                     | "Te Digo Adiós"                                                  | J. Ballesteros      | 3:18    |  |
| Duração total:          | Duração total:                                                   | Duração total:      | 51:42   |  |

| Edição digital |                                   |         |  |
| N.º            | Título                            | Duração |  |
| 15.            | "Nel primo sguardo" (Versão solo) | 4:34    |  |
| Duração total: | Duração total:                    | 56:16   |  |

#### Ediçãodeluxe
A versão deluxe foi lançada em formato de disco duplo, contendo tanto a versão gravada em italiano quanto a em espanhol do álbum. Essa edição contém 5 faixas extras: "Inedito" (versão solo), "Nel primo sguardo" (versão solo) e "Dans le premier regard" no disco italiano e "Inédito (Lo Exacto Opuesto de Ti)" (versão solo) e "No Primeiro Olhar" no disco espanhol. Em plataformas digitais o álbum também conta com o vídeo musical de "Benvenuto" e seu making of.
| CD 1 |                                                  |         |  |
| N.º  | Título                                           | Duração |  |
| 1.   | "Benvenuto"                                      | 3:56    |  |
| 2.   | "Non ho mai smesso"                              | 3:23    |  |
| 3.   | "Bastava"                                        | 3:33    |  |
| 4.   | "Le cose che non mi aspetto"                     | 3:45    |  |
| 5.   | "Troppo tempo" (com Ivano Fossati)               | 4:03    |  |
| 6.   | "Mi tengo"                                       | 3:39    |  |
| 7.   | "Ognuno ha la sua matita"                        | 3:45    |  |
| 8.   | "Inedito" (a dueto com Gianna Nannini)           | 3:13    |  |
| 9.   | "Come vivi senza me"                             | 3:23    |  |
| 10.  | "Nel primo sguardo" (a dueto com Silvia Pausini) | 4:34    |  |
| 11.  | "Nessuno sa"                                     | 3:07    |  |
| 12.  | "Celeste"                                        | 4:02    |  |
| 13.  | "Tutto non fa te"                                | 4:02    |  |
| 14.  | "Te dico ciao"                                   | 3:19    |  |
| 15.  | "Inedito" (Versão solo)                          | 3:12    |  |
| 16.  | "Nel primo sguardo" (Versão solo)                | 4:34    |  |
| 17.  | "Dans le premier regard"                         | 4:38    |  |

| CD 2 |                                                                  |         |  |
| N.º  | Título                                                           | Duração |  |
| 1.   | "Bienvenido"                                                     | 3:55    |  |
| 2.   | "Jamás Abandoné"                                                 | 3:24    |  |
| 3.   | "Bastaba"                                                        | 3:33    |  |
| 4.   | "Las Cosas Que No Me Espero"                                     | 3:46    |  |
| 5.   | "Hace tiempo" (com Ivano Fossati)                                | 4:03    |  |
| 6.   | "Me Quedo"                                                       | 3:40    |  |
| 7.   | "Cada Uno Juega Su Partida"                                      | 3:44    |  |
| 8.   | "Inédito (Lo Exacto Opuesto de Ti)" (a dueto com Gianna Nannini) | 3:14    |  |
| 9.   | "Cómo Vives Tú Sin Mí"                                           | 3:23    |  |
| 10.  | "A Simple Vista"                                                 | 4:34    |  |
| 11.  | "Quién Lo Sabrá"                                                 | 3:07    |  |
| 12.  | "Así Celeste"                                                    | 4:02    |  |
| 13.  | "Lo Que Tú Me Das"                                               | 4:02    |  |
| 14.  | "Te Digo Adiós"                                                  | 3:19    |  |
| 15.  | "Inédito (Lo Exacto Opuesto de Ti)"                              | 3:12    |  |
| 16.  | "No Primeiro Olhar"                                              | 4:37    |  |

## Recepção crítica
| Críticas profissionais | Críticas profissionais |
| Avaliações da crítica  | Avaliações da crítica  |
| Fonte                  | Avaliação              |
| ---------------------- | ---------------------- |
| AllMusic               | [ 44 ]                 |
| Território da Música   | [ 45 ]                 |

Foram atribuídas ao álbum críticas acima da média, que indicavam um desenvolvimento regular ou bom da obra. Jon O'Brien, do portal AllMusic, disse que o disco poderia apresentar muito mais se superasse a barreira da língua, principalmente nos Estados Unidos. O editor citou "Benvenuto" como um hino, e compara "Come vivi senza me" com canções do início da carreira musical de Celine Dion, "Inedito" com o estilo da banda Evanescence e por fim "Orgnuno ha la sua matita" com um segmento indie rock inspirado em Snow Patrol. Ele concluiu dizendo que gostaria que Laura Pausini tivesse às vezes a "confiança para afastar-se fora de sua zona de conforto um pouco".
Eduardo Kaneco, editor do portal Território da Música, afiliado ao Portal Terra, classificou o álbum com quatro de cinco estrelas. Kaneco declarou que "La solitudine" e "Non c'è", canções gravadas em 1993, no início da carreira artística da cantora, "parecem distantes das canções de Inedito, não só no tempo, mas também em termos de produção". Para o editor, a faixa-título do álbum "dá bastante destaque" a guitarra e vocal tanto de Pausini quanto de Gianna Nannini e soa de forma "agressiva e com muita garra"; "Benvenuto" contém um refrão "pegajoso"; "Nessuno sa" é uma faixa com animação; e "Mi tengo" destaca-se como a melhor balada do álbum. Também cita "Troppo tempo", com a participação de Ivano Fossati, como uma "interpretação dramática", e conclui dizendo que o disco é "mais um lançamento de qualidade" feito pela artista.

## Desempenho comercial
Inedito estreou na primeira posição da tabela italiana FIMI Albums Chart, onde permaneceu durante duas semanas seguidas. Entre 2011 e 2012, o álbum permaneceu durante setenta e seis semanas no Top 100 das vendas da FIMI. Na parada mexicana Mexican Albums Chart estreou na décima segunda posição, e na suíça teve pico no segundo lugar.
| Tabela musical (2011)                       | Melhor posição |
| ------------------------------------------- | -------------- |
| Alemanha (Media Control Charts)             | 47             |
| Áustria (Ö3 Austria Top 40)                 | 59             |
| Bélgica (Ultratop 50 de Flandres)           | 73             |
| Bélgica (Ultratop 40 da Valônia)            | 13             |
| Brasil (Brazil Top Albums)                  | 4              |
| Estados Unidos (Billboard Top Latin Albums) | 17             |
| Estados Unidos (Billboard Latin Pop Albums) | 7              |
| França (SNEP)                               | 63             |
| Itália (FIMI Albums Chart)                  | 1              |
| México (Mexican Albums Chart)               | 12             |
| Países Baixos (MegaCharts)                  | 30             |
| Suíça (Schweizer Hitparade)                 | 2              |

| Tabela musical (2011)       | Posição |
| --------------------------- | ------- |
| Itália (FIMI Albums Chart)  | 5       |
| Suíça (Schweizer Hitparade) | 47      |

| Região (Certificador) | Certificação | Vendas   |
| --------------------- | ------------ | -------- |
| Brasil (ABPD)         | Platina      | 40.000+  |
| Itália (FIMI)         | 6× Platina   | 360.000+ |
| México (AMPROFON)     | Ouro         | 30.000+  |
| Suíça (IFPI Schweiz)  | Ouro         | 15.000+  |
| Venezuela (APFV)      | Platina      | 10.000+  |

## Inedito Special Edition
Inedito Special Edition é uma compilação musical do décimo primeiro álbum de Laura Pausini, intitulado Inedito (2011). Nesta edição são incluídas as 14 faixas que compõem a edição padrão do disco e um medley de duração de vinte minutos e quinze segundos com covers gravados durante a Inedito World Tour. O lançamento desta edição especial do álbum ocorreu 27 de novembro de 2012 através das gravadoras Warner Music e Atlantic Records. O DVD incluído, contém além do repertório da turnê musical, os videoclipes de "Benvenuto", "Non ho mai smesso", "Mi tengo", "Bastava", "Le cose che non mi aspetto" e "Troppo tempo".
| Áudio (CD) - Italiano | |         |  |
| N.º                   | Título | Duração |  |
| 1.                    | "Benvenuto" | 3:55    |  |
| 2.                    | "Non ho mai smesso" | 3:24    |  |
| 3.                    | "Bastava" | 3:33    |  |
| 4.                    | "Le cose che non mi aspetto" | 3:44    |  |
| 5.                    | "Troppo tiempo" (com Ivano Fossati) | 4:03    |  |
| 6.                    | "Me tengo" | 3:40    |  |
| 7.                    | "Ognuno ha la sua matita" | 3:44    |  |
| 8.                    | "Inedito" (a dueto com Gianna Nannini) | 3:14    |  |
| 9.                    | "Come vivi senza me" | 3:23    |  |
| 10.                   | "Nel primo sguardo" (a dueto com Silvia Pausini) | 4:34    |  |
| 11.                   | "Nessuno sa" | 3:07    |  |
| 12.                   | "Celeste" | 4:02    |  |
| 13.                   | "Tutto non fa te" | 4:02    |  |
| 14.                   | "Te dico ciao" | 3:19    |  |
| 15.                   | "Medley New Year's Eve (Ao vivo)" (Disco Inferno/Never Can Say Goodbye/Celebration/Relight My Fire/Don’t Let Me Be Misunderstood/Le Freak/We Are Family/Girls Just Want to Have Fun/Self Control/Tarzan Boy/In alto mare/Crying at the Discoteque/Venus/Hot Stuff/What Is Love/The Rhythm of the Night/Rumore/Born to Be Alive/Walk Like an Egyptian/You're the One That I Want/Y.M.C.A.) | 20:15   |  |
| Duração total:        | Duração total: | 1:12:05 |  |

| Vídeo (DVD) - Italiano | |         |  |
| N.º                    | Título | Duração |  |
| 1.                     | "Benvenuto" |         |  |
| 2.                     | "Io canto" |         |  |
| 3.                     | "Con la musica alla radio" |         |  |
| 4.                     | "Bastava" |         |  |
| 5.                     | "Surrender/Bellissimo così" |         |  |
| 6.                     | "Nel primo sguardo" |         |  |
| 7.                     | "Inedito Guitar War" |         |  |
| 8.                     | "Inedito" |         |  |
| 9.                     | "Primavera in anticipo (It Is My Song)" |         |  |
| 10.                    | "Come se non fosse stato mai amore" |         |  |
| 11.                    | "Non c'è" |         |  |
| 12.                    | "Intro 'Father's Eye'" |         |  |
| 13.                    | "Medley Luna" (Celeste/La geografia del mio cammino/Nessuno sa/Gente) |         |  |
| 14.                    | "Invece no" |         |  |
| 15.                    | "La mia banda suona il rock" |         |  |
| 16.                    | "Non ho mai smesso" |         |  |
| 17.                    | "Medley New Year's Eve" (Disco Inferno/Never Can Say Goodbye/Celebration/Relight My Fire/Don’t Let Me Be Misunderstood/Le Freak/We Are Family/Girls Just Want to Have Fun/Self Control/Tarzan Boy/In alto mare/Crying at the Discoteque/Venus/Hot Stuff/What Is Love/The Rhythm of the Night/Rumore/Born to Be Alive/Walk Like an Egyptian/You're the One That I Want/Y.M.C.A.) |         |  |
| 18.                    | "Medley Tribute" (Black or White/Papa Don't Preach) |         |  |
| 19.                    | "Lady Marmalade" (com Syria, Paola Iezzi, Chiara Iezzi) |         |  |
| 20.                    | "Bastidores" (em 2D) |         |  |
| 21.                    | "Momentos especiais" (em 3D) |         |  |
| 22.                    | "Bienvenido" (Videoclipe) |         |  |
| 23.                    | "Jamás Abandoné" (Videoclipe) |         |  |
| 24.                    | "Bastaba" (Videoclipe) |         |  |
| 25.                    | "Me Quedo" (Videoclipe) |         |  |
| 26.                    | "Las Cosas Que no me Espero" (Videoclipe) |         |  |
| 27.                    | "Hace Tiempo" (Videoclipe) |         |  |

| Áudio (CD) - Espanhol | |         |  |
| N.º                   | Título | Duração |  |
| 1.                    | "Bienvenido" | 3:55    |  |
| 2.                    | "Jamás abandoné" | 3:24    |  |
| 3.                    | "Bastaba" | 3:33    |  |
| 4.                    | "Las Cosas Que No Me Espero" (a dueto com Carlos Baute) | 3:44    |  |
| 5.                    | "Hace Tiempo" (com Ivano Fossati) | 4:03    |  |
| 6.                    | "Me Quedo" | 3:40    |  |
| 7.                    | "Cada Uno Juega Su Partida" | 3:44    |  |
| 8.                    | "Inédito (Lo Exacto Opuesto de Ti)" (a dueto com Gianna Nannini) | 3:14    |  |
| 9.                    | "Como Vives Tú Sin Mi" | 3:23    |  |
| 10.                   | "A Simple Vista" | 4:34    |  |
| 11.                   | "Quién Lo Sabrá" | 3:07    |  |
| 12.                   | "Así Celeste" | 4:02    |  |
| 13.                   | "Lo Que Tú Me Das" | 4:02    |  |
| 14.                   | "Te Digo Adiós" | 3:19    |  |
| 15.                   | "Medley New Year's Eve (Ao vivo)" (Disco Inferno/Never Can Say Goodbye/Celebration/Relight My Fire/Don’t Let Me Be Misunderstood/Le Freak/We Are Family/Girls Just Want to Have Fun/Self Control/Tarzan Boy/In alto mare/Crying at the Discoteque/Venus/Hot Stuff/What Is Love/The Rhythm of the Night/Rumore/Born to Be Alive/Walk Like an Egyptian/You're the One That I Want/Y.M.C.A.) | 20:15   |  |
| Duração total:        | Duração total: | 1:12:05 |  |

| Vídeo (DVD) - Espanhol | |         |  |
| N.º                    | Título | Duração |  |
| 1.                     | "Bienvenido" |         |  |
| 2.                     | "Yo Canto" |         |  |
| 3.                     | "Con La Música en la Radio" |         |  |
| 4.                     | "Bastaba" |         |  |
| 5.                     | "Surrender/Bellissimo così" |         |  |
| 6.                     | "A Simple Vista" |         |  |
| 7.                     | "Inedito Guitar War" |         |  |
| 8.                     | "Inédito (Lo Exacto Opuesto de Ti)" |         |  |
| 9.                     | "Primavera Anticipada (It is My Song)" |         |  |
| 10.                    | "Como Si No Nos Hubiéramos Amado" |         |  |
| 11.                    | "Se Fué" |         |  |
| 12.                    | "Intro 'Father's Eye'" |         |  |
| 13.                    | "Medley Luna" (Celeste/La geografia del mio cammino/Nessuno sa) |         |  |
| 14.                    | "Invece no" |         |  |
| 15.                    | "Y mi Banda Toca el Rock" |         |  |
| 16.                    | "Jamás Abandoné" |         |  |
| 17.                    | "Medley New Year's Eve" (Disco Inferno/Never Can Say Goodbye/Celebration/Relight My Fire/Don’t Let Me Be Misunderstood/Le Freak/We Are Family/Girls Just Want to Have Fun/Self Control/Tarzan Boy/In alto mare/Crying at the Discoteque/Venus/Hot Stuff/What Is Love/The Rhythm of the Night/Rumore/Born to Be Alive/Walk Like an Egyptian/You're the One That I Want/Y.M.C.A.) |         |  |
| 18.                    | "Medley Tribute" (Black or White/Papa Don't Preach) |         |  |
| 19.                    | "Lady Marmalade" (com Syria, Paola Iezzi, Chiara Iezzi) |         |  |
| 20.                    | "Bastidores" (em 2D) |         |  |
| 21.                    | "Momentos especiais" (em 3D) |         |  |
| 22.                    | "Bienvenido" (Videoclipe) |         |  |
| 23.                    | "Jamás Abandoné" (Videoclipe) |         |  |
| 24.                    | "Bastaba" (Videoclipe) |         |  |
| 25.                    | "Me Quedo" (Videoclipe) |         |  |
| 26.                    | "Las Cosas Que no me Espero" (Videoclipe) |         |  |
| 27.                    | "Hace Tiempo" (Videoclipe) |         |  |